# Sturgeon-weir River
Der Sturgeon-Weir River ist ein Fluss in Ostzentral-Saskatchewan in Kanada.
Er hat seinen Ursprung im Corneille Lake.
Er fließt etwa 130 km in südlicher und später südsüdöstlicher Richtung. Dabei durchfließt er den Amisk Lake. Schließlich mündet er bei Sturgeon Landing in den Namew Lake. Dieser wird zum Cumberland Lake entwässert, welcher wiederum zum Teil vom Saskatchewan River  durchflossen wird. Der Flusslauf lag an der Haupt-Voyageur-Route vom östlichen Kanada nach Nordosten in das Einzugsgebiet des Mackenzie River. Sein steiles Gefälle (etwa 4 Fuß pro Meile) führte dazu, dass die Voyageurs den Fluss Rivière Maligne oder Bad River nannten.
Alexander MacKenzie verglich den Sturgeon-weir River mit einer kontinuierlichen Stromschnelle. Für heutige Kanuten stellt der Flussgradient ein nahezu perfektes Gewässer zum Flussabwärtspaddeln dar.

## Voyageur-Route
Die Voyageur-Route zweigt etwa 125 Meilen westlich des Winnipegsees vom Saskatchewan River ab.
Ein sehr kurzer Kanal führt zum Cumberland Lake. An dessen Südufer befindet sich das damals wichtige Depot Cumberland House.
Flussaufwärts führt die Route durch den Namew Lake zum Amisk Lake, welcher heute über eine Straßenverbindung von Flin Flon aus erreichbar ist.
Weiter flussaufwärts den Sturgeon-weir River wird der heutige Saskatchewan Highway 106 gekreuzt.
Über den Corneille Lake und den daran nördlich anschließenden Mirond Lake wurde
Pelican Narrows und Pelican Lake erreicht.
Weiter in nordwestlicher Richtung liegt die 400-yard Frog Portage, die zum nördlich gelegenen Trade Lake und zum Churchill River führt.
Die Route weist von hier noch mindestens 250 weitere Meilen auf: in westlicher Richtung den Churchill River flussaufwärts zur Methye Portage, welche dann in das Einzugsgebiet des Mackenzie River führte.